# 天主教基达帕万教区
天主教基达帕万教区 （拉丁語：Dioecesis Kidapavanensis）是菲律賓一個羅馬天主教教區，屬天主教哥打巴托总教区。轄區包括哥打巴托省、馬京達瑙省和蘇丹庫達拉省各一部。
2006年有教友465,000人、14個堂區、34名司鐸。現任主教羅慕洛‧德拉克魯茲。
1976年6月12日設自治監督區，1982年11月15日升為教區。